# Judy Cassab
Judy Cassab, született Kaszab Judit Leonóra (Bécs, 1920. augusztus 15. – Randwick, 2015. november 3.) ausztrál festőművész, grafikus.

## Gyermek-és fiatalkora
Kaszab Imre (1886–1947) bélyegkereskedő és Kont Ilona (1895–1944) gyermekeként született. Szülei már gyermekkorában elváltak, s apja később újra megnősült. Ő édesanyjával Beregszászra költözött a nagyanyjához. A Beregszászi Állami Gimnázium egyik tanára, Haba Ferenc fedezte fel tehetségét, akinek felesége pártfogásába vette az ifjú tehetséget. Már tizenkét éves korától foglalkozott a festészettel.
Tanulmányait előbb a Magyar Képzőművészeti Főiskolán végezte Bernáth Aurél növendékeként, majd 1938-ban a prágai Művészeti Akadémián tanult, ahonnan azonban 1939-ben a német megszállás miatt kénytelen volt elmenekülni. Ugyanebben az évben férjhez ment Kaempfner János jómódú birtokügyintézőhöz, akit 1941-ben zsidó származása miatt a nácik kényszermunkatáborba vittek, ahonnan három évvel később, 1944-ben tért vissza. 1944 áprilisában ismét együtt lehetettek volna, ám a saját biztonságuk érdekében szétváltak. Férjét Bán Frigyes filmrendező és felesége bújtatta kilenc hónapon át az egyik szekrényükben. Judit eltávolította az ekkoriban már kötelező sárga csillagot ruhájáról és felvette egykori keresztény szobalánya személyazonosságot. 
A háború alatt egy gyógyszergyárban dolgozott és gyógyszerek csempészésével, illetve dokumentumok hamisításával segítette a túlélést. Ő és férje is elvesztették családjuk nagy részét a holokauszt következtében. Életéről naplót vezetett, amelyben a háborús időszakot is érintette, ám nagyrészt elvesztek ezen feljegyzései. 
1945-ben született meg János, két évvel később pedig Péter fiuk. Az 1945 és 1949 közötti nyári hónapokat a Szentendrei művésztelepen töltötte, ahol többek között Bernáth Aurél és Herman Lipót voltak mesterei. Férjével és két fiával a formálódó szocializmus elől 1949-ben Bécsbe költözött, majd 1951-ben Ausztráliába emigráltak és Sydney-ben telepedtek le. 1957-ben megkapta az ausztrál állampolgárságot.

## Karrier
Ő volt az első nő, aki kétszer is elnyerte az Archibald-díjat.
- 1960-ban Stan Rapotec portréjáért[14]
- 1967-ben Margo Lewers portréjáért[15]

Több mint ötven önálló kiállítása volt Ausztráliában, valamint Párizsban és Londonban. Elsősorban portrékat festett, illetve az ausztrál Outback-ról készített képeket.
Miután munkái az Ausztrál Nemzeti Galériához kerültek, James Gleeson interjút készített vele arról, hogy miképpen ragadta meg az emberek jellemét a portréiban. Ez az interjú később a James Gleeson Oral History Collectiony része lett. Több műve megtalálható a Magyar Nemzeti Galériában és a pécsi Kortárs Gyűjteményben is.

### Egyéni kiállításai
- Macquarie Galleries, Sydney (1953)
- Macquarie Galleries, Sydney (1953)
- Newcastle City Művészeti Galéria (1959)
- Crane Kalman Galéria, London (1959)
- Macquarie Galleries, Sydney (1961)
- Crane Kalman Galéria, London (1961)
- Argus Galéria, Melbourne (1962)
- Rudy Koman Galéria, Sydney (1963)
- Georges Galéria, Melbourne (1964)
- Von Bertouch Galéria, Newcastle (1964)
- Skinner Galéria, Perth (1967)
- Skinner Galéria, Perth (1969)
- Rudy Koman Galéria, Sydney (1972)
- Skinner Galéria, Perth (1973)
- Reid Galéria, Brisbane (1973)
- Von Bertouch Galéria, Newcastle (1975)
- South Yarra Galéria, Melbourne (1976)
- New Art Centre, London (1978)
- Rudy Koman Galéria, Sydney (1979)
- Masterpieces Fine Art, Hobart (1980)
- Verlie Just Town Galéria, Brisbane (1980)
- Ausztrál nagykövetség, Párizs (1981)
- New Art Centre, London (1981)
- Rudy Koman Galéria, Sydney (1982)
- Greenhill Galéria, Perth (1982)
- Greenhill Galéria, Adelaide (1982)
- Von Bertouch Galéria, Newcastle (1983)
- Verlie Just Town Galéria, Brisbane (1984)
- Holdsworth Galéria, Sydney (1985)
- Benalla Regionális Galéria, Victoria (1985)
- Hamilton Regionális Galéria, Victoria (1985)
- Caulfield Művészeti Központ, Melbourne (1985)
- David Ellis Galéria, Ballarat, Victoria (1985)
- Holdsworth Galéria, Sydney (1987)
- David Ellis Galéria, Ballarat, Victoria (1987)
- S. H. Ervin Galéria, Sydney and Australian Regional Galleries (1988)
- Brisbane városháza (1988)
- Nemzeti Könyvtár, Canberra (1988)
- Von Bertouch Galéria, Newcastle (1988)
- Solander Galéria, Canberra (1988)
- David Ellis Galéria, Melbourne (1989)
- Verlie Just Town Galéria, Brisbane (1989)
- Perth-i Fesztivál, Fremantle Arts Centre (1990)
- Holdsworth Galéria, Sydney (1990)
- David Ellis Galéria, Melbourne (1991)
- Verlie Just Town Galéria, Brisbane (1991)
- Freeman Galéria, Hobart (1992)
- Schubert Galéria, Gold Coast (1992)
- Solander Galéria, Canberra (1992)
- Von Bertouch Galéria, Newcastle (1992)
- Holdsworth Galéria, Sydney (1993)
- Lyall Burton Galéria, Melbourne (1993)
- Városi Galéria, Brisbane (1994)
- Solander Galéria, Canberra (1994)
- Schubert Galéria, Gold Coast (1994)
- Riverina Galleries, Wagga Wagga (1995)
- Von Bertouch Galéria, Newcastle (1996)
- Lyall Burton Galéria, Melbourne (1996)
- BMG Galéria, Adelaide (1996)
- S. H. Ervin Galéria, Sydney (1998)
- Ausztrál Galéria, Sydney (1998)
- Stafford Studios, Perth (1999)
- Von Bertouch Galéria, Newcastle (1999)
- Sydney Egyetem (1999)
- Greythorn Galéria, Melbourne (2000)
- Von Bertouch Galéria, Newcastle (2001)
- Solander Galéria, Canberra (2001)
- Ausztrál Galéria, Sydney (2001)
- Vasarely Múzeum, Budapest (2003)
- Ausztrál Nagykövetség, Dublin (2003)
- Ausztrál nagykövetség, Berlin (2003)
- Charlemagne Building, Brüsszel (2004)
- Maitland Regionális Művészeti Galéria (2004)
- Michael Carr Galéria, Sydney (2004)
- Solander Galéria, Canberra (2005)
- Sydney-i Egyetem (2005)
- National Portrait Gallery, Canberra (2013)

## Díjai, kitüntetései
1969. június 14-én a Brit Birodalom Rendjének (CBE) parancsnokává nevezték ki "a képzőművészetért tett szolgálatának elismeréseként".
1988. január 26-án kinevezték az Ausztrál Rend (AO) tisztjévé a "a képzőművészetért tett szolgálatának elismeréseként".
1995. március 3-án a Sydney-i Egyetem doktora (honoris causa) lett.
2011-ben megkapta a Magyar Arany Érdemkeresztet.
- Perth-díj (1955)
- The Australian Women's Weekly Prize (1955)
- The Australian Women's Weekly Prize (1956)
- Archibald-díj (Stanislaus Rapotec portréja) (1961)
- Sir Charles Lloyd Jones emlékdíj (1964)
- Helena Rubenstein-díj, Perth (1964)
- Helena Rubenstein-díj, Perth (1965)
- Sir Charles Lloyd Jones emlékdíj (1965)
- Az Archibald-díj (Margo Lewers portréja) (1968)
- Sir Charles Lloyd Jones emlékdíj (1971)
- Sir Charles Lloyd Jones emlékdíj (1973)
- A Trustee Watercolor Prize, Art Gallery of New South Wales (1994)
- The Pring Prize, Art Gallery of NSW (1994)
- The Nita Kibble Award for Literature, for Diaries (1996)
- Foundation for Australian Literary Studies Award, James Cook University, Townsville (1996)
- The Pring Prize, Art Gallery of NSW (1997)
- The Pring Prize, Art Gallery of NSW (1998)
- The Pring Prize, Art Gallery of NSW (2003)
- A Trustee Watercolor Prize, Új-Dél-Wales művészeti galériája (2003)
- Az Ausztrál Festők és Szobrászok Szövetségének kitüntetése (2004)

## Magánélete
2015. november 3-án hunyt el 95 éves korában egy idősek otthonában Sydney külvárosában, Randwickben.

## Fordítás
- Ez a szócikk részben vagy egészben  a   Judy Cassab című angol Wikipédia-szócikk ezen változatának fordításán alapul.  Az eredeti cikk szerkesztőit annak laptörténete sorolja fel. Ez a jelzés csupán a megfogalmazás eredetét és a szerzői jogokat jelzi, nem szolgál a cikkben szereplő információk forrásmegjelöléseként.